# 第62师团 (日本陆军)
第62师团（だいろくじゅうにしだん）是大日本帝國陸軍师团之一。

## 沿革
1943年5月，以独立混成第4旅团和独立混成第6旅团的部分兵力在山西省太原編成的治安师团。編成後，配属至第1軍负责山西省東部的警備任务。1944年（昭和19年）3月，参加豫湘桂会战中的京漢作战。
1944年8月，第62师团移师冲绳并被配属至第32軍。1945年（昭和20年）4月起与美军在嘉数等地持续激战。最后在同年6月22日，在沖繩島南端的摩文仁以藤岡师团長的自杀而结束战斗。

## 师团概要

### 歴代师团長
- 本乡义夫 中将：1943年6月10日 -
- 藤岡武雄 中将：1945年3月1日 - 6月22日自杀

### 最終司令部構成
- 参謀長：上野貞臣大佐
  - 参謀：北島之等之中佐
  - 参謀：楠濑梟師少佐
- 高級副官：原研介中佐
- 軍医部長：福田純軍医中佐

### 最終所属部隊
- 步兵第63旅团（敦賀）：中岛德太郎中将
  - 独立步兵第11大隊（敦賀）：三浦日出四郎中佐
  - 独立步兵第12大隊（敦賀）：賀谷与吉大佐
  - 独立步兵第13大隊（京都）：原宗辰大佐
  - 独立步兵第14大隊（京都）：内山幸雄大尉
- 步兵第64旅团（京都）：有川主一少将
  - 独立步兵第15大隊（京都）：飯塚丰三郎少佐
  - 独立步兵第21大隊（敦賀）：西林鴻介大佐
  - 独立步兵第22大隊（敦賀）：磯崎璣大佐
  - 独立步兵第23大隊（敦賀）：山本重一少佐
- 第62师团通信隊：砂川玄一郎大尉
- 第62师团工兵隊：金木德三郎少佐
- 第62师团輜重隊：杉本秀義少佐
- 第62师团野战医院：熊倉宽少佐
- 第62师团病馬廠：小川昌美大尉